# Сент-Джонский городской рынок
Сент-Джонский городской рынок (англ. Saint John City Market) — городской рынок в Сент-Джоне провинции Нью-Брансуик (Канада), старейший постоянно действующий фермерский рынок в Канаде, чей устав датирован 1785 годом. Рынок расположен на Шарлотт-стрит.

## История
До создания рынка на его нынешнем месте в городе Сент-Джон действовало несколько публичных рынков. В 1855 году правительство Нью-Брансуика приняло закон, разрешающий городу управлять общественным рыбным рынком, расположенным на Уотер-стрит. Кроме этого, в городе был также сенной рынок, расположенный на Кинг-стрит. Первые два деревянных здания, в которых разместился рынок, были уничтожены пожаром. Нынешнее здание спроектировано архитекторами J.T.C. McKean и G.E. Fairweather в стиле Второй Империи и построено в 1876 году. Рынок чудом избежал пожара 1877 года, уничтожившего 40 % зданий города.
Городской рынок имеет уникальную внутреннюю конструкцию крыши, которая напоминает перевернутый киль корабля. Построенная из деревянных ферм конструкция была построена безработными корабельными плотниками того времени. Кроме того, пол имеет естественный уклон.
Некоторые из представленных на рынке предприятий непрерывно работают там более 100 лет. Рынок выходит на Королевскую площадь и соединён с городской системой пешеходных дорожек.
В 1986 году здание рынка стало Национальным историческим памятником Канады.

## Галерея

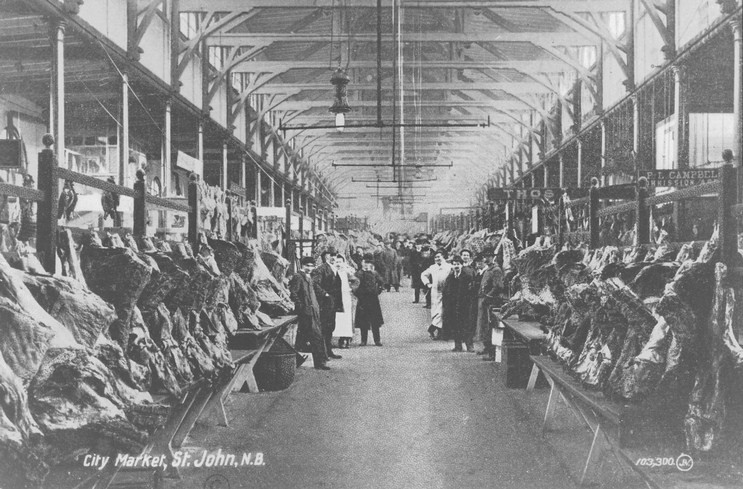
Внешний вид (1910)
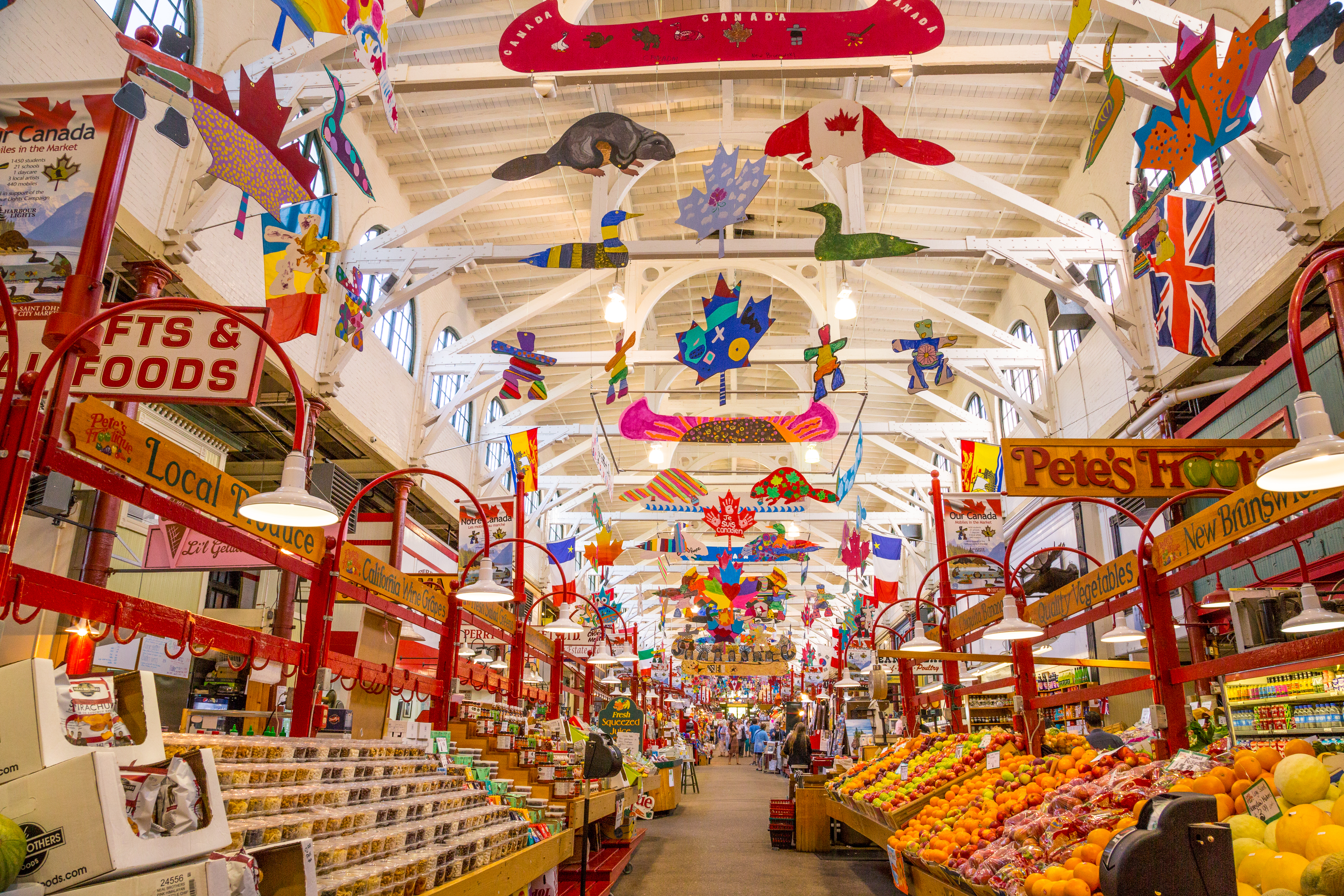
Интерьер рынка (2018)
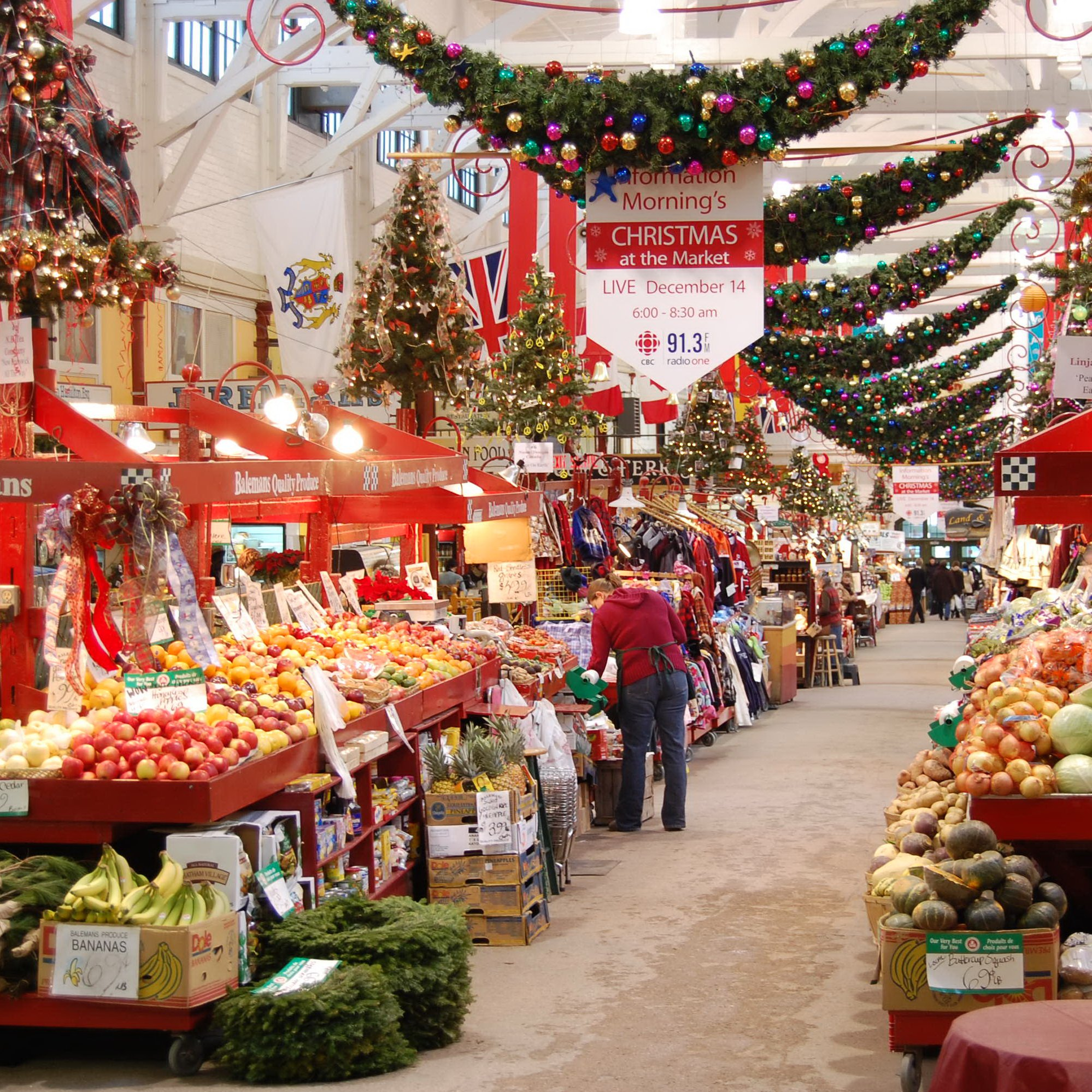
Рынок на рождественские праздники